# 카타 (티베트)
틀:중국어 표기/티베트어틀:중국어 표기/몽골어

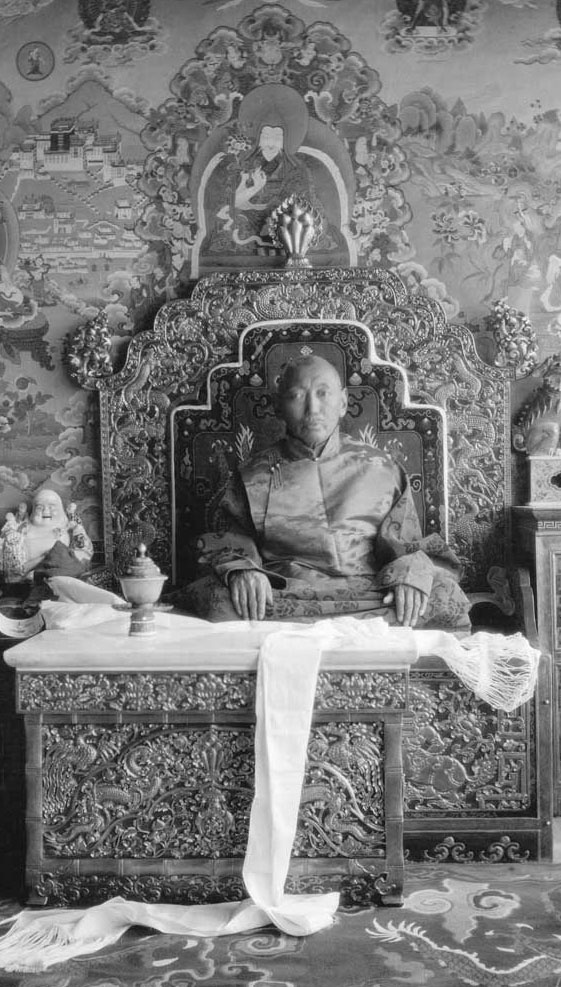
티베트의 제13대 달라이 라마 (1932)

카타(ཁ་བཏགས་){{Efn|티베트문: ཁ་བཏགས་; 종카어: དར་ dhar; 몽골어 및 부랴트어: ᠬᠠᠳᠠᠭ хадаг, khadag mn; 투바어: кадак 또는 хадак, kadak 또는 hadak, tyv 또는 tyv; 네팔어: खतक khatak ne; 중국어 간체자: 哈达, 정체자: 哈達, 병음: hādá/hǎdá.은 티베트 불교와 텡그리즘에서 사용되는 전통적인 의식용 목도리이다. 이것은 티베트인, 네팔인, 부탄인, 라다키인, 몽골인, 부랴트인, 투바인들이 다양한 행사에 널리 사용한다. 티베트 문화에서 유래했으며 티베트 불교가 행해지거나 강한 영향을 미치는 문화권과 국가에서 흔하다. 하닥 사용 관행은 이 공동체와 밀접한 관계를 가진 다른 공동체의 사람들에게도 영향을 미쳤다. 이것은 주로 티베트에서 사용되며, 전 세계 다른 지역에서도 사용된다. 이것은 명예와 존경의 상징이다. 티베트 종교 의식과 전통 춤에 사용되며, 수도원과 사원에 바쳐진다.
네팔에서는 결혼, 졸업, 선거 승리, 수상 및 기타 여러 주요 인생 행사와 같은 다양한 경우에 하닥이 선물로 사용된다. 일반적으로 리셉션에 초대된 손님들이 파티 주최자에게 하닥을 걸어준다. 이런 식으로 네팔의 힌두교도와 불교도 모두 하닥을 사용한다.

## 역사
티베트에는 비단이 없었기 때문에 티베트인들은 동물 가죽을 선물로 주곤 했다. 뵌교 역사 기록에 따르면, 9대 왕 데공 제이시 시대에 사람들은 종교 의식을 위해 양털을 목에 두르곤 했다. 이 전통은 그 순간부터 이어져 왔다. 사람들은 시간이 지나면서 스카프를 만들고 비단을 사용하기 시작했다. 그래서 스카프가 평범한 양털을 대체하고 사람들은 스카프를 목과 머리에 둘렀다.

## 용도와 종류
하닥은 순수함과 자비심을 상징하며, 출생, 결혼식, 장례식, 졸업식, 손님의 도착 또는 출발을 포함한 많은 의식 행사에서 향과 함께 착용하거나 선물한다. 작별의 표시로 주어질 때는 안전한 여정을 상징한다. 도착하는 손님에게 주어질 때는 환영을 상징한다. 이것들은 주로 견섬유로 만들어졌지만 지금은 훨씬 더 일반적으로 면이나 폴리에스터로 만들어진다. 티베트 하닥은 일반적으로 하양색으로, 주는 사람의 순수한 마음을 상징한다. 금색 하닥도 흔히 볼 수 있다. 티베트, 네팔, 부탄의 하닥에는 아쉬타망갈라가 새겨져 있다. 특별한 다색 하닥도 있다. 몽골 하닥은 일반적으로 하늘색을 상징하는 파랑색이다. 몽골에서는 하닥이 오보 (몽골), 수바르가 또는 특별한 나무나 바위에 묶여 있기도 한다.